# Contea di Vilnius
La contea di Vilnius (in lituano Vilniaus apskritis) è una delle dieci contee della Lituania.
Parte del parco nazionale dell'Aukštaitija rientra in quest’areale.
Dal 1º luglio 2010 ne sono stati soppressi gli organi amministrativi, dunque la contea ha solo valore statistico-territoriale.

## Comuni
La contea è divisa in 8 comuni. (Dati del 1º gennaio 2010)
Città:
- Vilnius (560.192)

Comuni e comuni distrettuali:
- Comune di Elektrėnai (27.622)
- Comune distrettuale di Šalčininkai (36.992)
- Comune distrettuale di Širvintos (18.629)
- Comune distrettuale di Švenčionys (29.922)
- Comune distrettuale di Trakai (35.700)
- Comune distrettuale di Ukmergė (44.783)
- Comune distrettuale di Vilnius (96.484)